# Australentulus noseki
Australentulus noseki är en urinsektsart som beskrevs av Sören Ludvig Paul Tuxen 1967. Australentulus noseki ingår i släktet Australentulus och familjen lönntrevfotingar. Inga underarter finns listade.